# Handžar
Handžar je dvorezen meč, ki je zakrivljen in ima običajno bogato okrašen ročaj. V prenesem pomenu handžar pomeni tudi krajšo zakrivljeno sabljo.
Handžar je značilno turško hladno orožje, ki se je ohranilo kot del folklore tudi na bivših zasedbenih področjih (Hrvaška, Srbija, Albanija,...).